# Simpay Jaya
Simpay Jaya is een bestuurslaag in het regentschap Kuningan van de provincie West-Java, Indonesië. Simpay Jaya telt 1605 inwoners (volkstelling 2010).